# Westhavenweg
De Westhavenweg in Amsterdam-Westpoort kreeg zijn naam in 1943 en werd vernoemd naar de Westhaven.
Deze haven, in 1937 voor ongeveer de helft gegraven, werd aanvankelijk de Fordhaven genoemd, maar kreeg al spoedig onofficieel de naam Westhaven. Nadat de haven in 1961 met ruim een kilometer werd verlengd tot de huidige lengte, werd ook de naam officieel vastgesteld, tegelijk met die van andere havens. De later aangelegde weg droeg dus eerder de naam van de haven waar deze naar vernoemd is.